# Eslamabad-e Gharb
Eslamabad-e Gharb (în kurdă: Șabad sau Arwînawa, în persană اسلام آبادغرب; romanizat și ca Eslāmābād-e Gharb; cunoscut și sub numele de Eslāmābād, Shāhābād și Shāhābād-e Gharb), inițial Hārūnābād, numit după tribul kurd Haruni care a locuit în zona aceasta, este un oraș și o capitală a județului Eslamabad-e Gharb, provincia Kermanshah, Iran. La recensământul din 2006, populația sa era de 89.430 de locuitori, în 20.956 familii.